# التركيبة السكانية في أندورا
هذه هي التركيبة السكانية لسكان أندورا، بما في ذلك الكثافة السكانية، والعرق، ومستوى التعليم، وصحة السكان، والوضع الاقتصادي، والإنتماءات الدينية وغيرها من جوانب السكان.
يشكل الإسبان أكبر مجموعة عرقية في أندورا، يليهم الأندوريون، والبرتغاليون، والفرنسيون. 
اللغة الوطنية للبلاد هي الكتالونية، وهي لغة رومانسية في المجموعة الرومانسية الغربية، يتحدث بها أكثر من 9 ملايين شخص في المناطق المجاورة لإسبانيا وفرنسا. في حين أن اللغة الكتالونية هي اللغة الرسمية الوحيدة، فإن اللغة الإسبانية منتشرة على نطاقٍ واسع، كما يتم التحدُث باللغتين الفرنسية والبرتغالية أيضًا على نطاقٍ واسع بسبب الهجرة والقرب الجغرافي. معظم سكان أندورا متعددو اللغات، ويتحدثون عادةً اللغة الكاتالونية ولغتهم الأم، حيث وُلِد جزء كبير من السكان خارج البلاد. 
تعيش الغالبية العظمى من السكان في الوديان السبعة الحضرية التي تشكل الدوائر السياسية في أندورا، وهي الأبرشيات السبع:
- أندورا لا فيلا
- كانيلو
- إنكامب
- إسكالديس-إنغورداني
- لا ماسانا
- أوردينو
- سانت جوليا دي لوريا